# Bourgogne le chapitre
Un le-chapitre ou bourgogne le-chapitre est un vin de Bourgogne. Il s'agit d'une dénomination géographique au sein de l'appellation d'origine contrôlée bourgogne.
Il peut être produit sur le climat Le Chapitre à Chenôve, à l'extrémité nord de la côte de Nuits, dans la Côte-d'Or. Depuis 2019, ce climat fait aussi partie de l'aire d'appellation du marsannay ; les rares producteurs préfèrent désormais vendre leur vin sous cette dernière appellation.

## Histoire
En 653, l'évêque Léger d'Autun lègue ses biens aux chanoines de son chapitre ; son don comprend notamment une terre familiale à Canavis villa (Chenôve), à condition qu'ils y construisent une habitation et la mettent en culture.
En l'an mil, le domaine comprend un clos de 130 ouvrées (5 ha), ceinturé d'un mur de pierres sèches, ainsi que quelques parcelles dispersées sur le finage, pour un total de 220 ouvrées (9,5 ha).
En novembre 1789, le clos du Chapitre est saisi comme biens nationaux, puis vendu le 12 février 1791 (pour 34 500 livres tournois). En 1816, André Jullien, dans sa Topographie de tous les vignobles, ne met que deux climats de Chenôve parmi les vins rouges de sa troisième classe (avec les crus de Gevrey, Chassagne, Alox, Savigny, Blagny et Santenay) : « Chenove, à une lieu de Dijon. Les crus qui peuvent figurer dans cette classe sont, le Clos du Roi et le Chapitre ; ils donnent des vins d'une couleur foncée, d'un bon goût, très solide, et qui acquièrent en vieillissant beaucoup de qualité et un bouquet agréable ; on les assimile à ceux des secondes cuvées de Nuits. ».
La dénomination géographique « Le Chapitre » est officiellement créée au sein de l'appellation bourgogne le 26 mars 1993 (désormais, cette mention peut être rajouter juste à côté du nom de l'appellation, et de la même taille). Le cahier des charges de la dénomination est celui de l'appellation bourgogne, modifié dernièrement en octobre 2009, puis en novembre 2011 et en décembre 2023.

## Vignoble
Le petit vignoble de ce lieu-dit se trouve sur la commune de Chenôve. Selon le service des Douanes, la superficie revendiquée avant 2019 sous l'appellation était de 5 à 6 hectares.
Les auteurs anciens en faisait une partie de la côte dijonnaise (ou « côte de Dijon », avec les vignes de Dijon, Perrigny-lès-Dijon, Longvic, Fleurey-sur-Ouche, Corcelles-les-Monts, Lantenay, Talant, Plombières, Fontaine-lès-Dijon, etc.) ; aujourd'hui on peut le décrire comme une des deux dénominations (avec le montrecul) les plus septentrionales du vignoble de la côte de Nuits.

### Géologie et orographie
Le climat du Chapitre a la particularité d'être couvert d'éboulis appelés des grèzes litées.

### Encépagement
Pour produire du vin rouge, l'appellation n'autorise que le pinot noir comme cépage principal, mais le cahier des charges autorise en cépages accessoires (limités à 15 % en assemblage) les chardonnay, pinot blanc, pinot gris, césar (limité à 10 %, uniquement dans l'Yonne), gamay (limité à 30 %, uniquement dans les crus du Beaujolais).
Pour produire du vin blanc, les cépages principaux autorisés sont le chardonnay et le pinot blanc, avec en cépage accessoire le pinot gris.
Pour produire du vin rosé, les cépages principaux sont le pinot noir et le pinot gris, avec en cépages accessoires les pinot blanc, chardonnay et césar (ce dernier uniquement dans l'Yonne).

### Rendements
Les rendements maximum autorisés par le cahier des charges sont de l'ordre de 58 hectolitres par hectare pour les vins rouges et rosés, et 66 hectolitres par hectare pour les vins blancs. Depuis le millésime 2019, la dénomination n'est plus revendiquée :
| Année | Superficie (ha) | Production (hl) | Rendement (hl/ha) |
| ----- | --------------- | --------------- | ----------------- |
| 2017  | 5,0705          | 221,1           | 43                |
| 2018  | 6,3474          | 260,74          | 48                |
| 2019  | 0               | 0               | –                 |
| 2020  | 0               | 0               | –                 |
| 2021  | 0               | 0               | –                 |
| 2022  | 0               | 0               | –                 |
| 2023  | 0               | 0               | –                 |
| 2024  | 0               | 0               | –                 |

## Producteurs
La dénomination bourgogne le chapitre n'est plus produite depuis 2019, les vignerons préférant vendre ce vin sous l'appellation marsannay (certains en rajoutant le nom du climat – en plus petit – à la suite du nom de l'appellation : marsannay Le Chapitre). Auparavant, les producteurs étaient :
- domaine René Bouvier, à Gevrey-Chambertin ;
- domaine Jean Fournier, à Marsannay-la-Côte ;
- domaine Gagey (maison de négoce Louis Jadot), à Beaune ;
- domaine Sylvain Pataille, à Marsannay-la-Côte.